# Karl Gottlieb Guischardt
Karl Gottlieb Guischardt llamado "Quintus Icilius"  fue un militar y escritor nacido en Magdeburgo, Alemania en 1724 y fallecido en  25 de mayo de 1775.
El, Karl Gottlieb Guischardt, se aplicó especialmente al estudio de los clásicos y en adquirir conocimientos de las tácticas de los antiguos y escribió una obra dedicada al rey de Prusia (The select circulating library, Philadelphia: A. Waldies, 1837).

## Biografía
Karl hijo de una familia de refugiados franceses en Magdeburgo, fue coronel al servicio del rey de Prusia Federico II el Grande. 
Primeramente, estudió teología y predicó en varias iglesias y dominaba perfectamente la lengua griega y la lengua latina, y muchos conocimientos en lenguas orientales.
En 1747, sirvió en calidad de oficial en las tropas de Holanda y posteriormente en el ejército de Ferdinando de Brunswich, quien le recomendó a Federico II de Prusia, quien le hizo Mayor en 1759 y en 1763 fue obligado a establecerse Potsdam.
Su nombre militar era "Quintus Icilius" y sirvió con distinción en las guerras de 1756 y fue tan diestro con la espada como con la pluma, y aprovechó el descanso de la Paz para dar la última mano a sus memorias militares sobre griegos y romanos, en la cual se encuentran ideas muy singulares que deprimieron al táctico Jean Charles de Folard, pero no se puede menos de admirar la sagacidad y erudición del autor.
Karl poseía una gran biblioteca y colecciones de monedas y medallas, algunas muy raras y adquirió una tierra de señorío de origen feudal, denominada "Wassersuppe", y murió a los 51 años llegando a coronel del ejército prusiano.

Tuvo varias anécdotas con el rey de Prusia, Federico II, y en una de ellas Federico dijo chanceándose, que la última guerra había sido mandada por bandoleros y añadió riéndose que Quintus le ha costado mucho tiempo después de la guerra perder la costumbre de saquear. Cuando esta junto a mi guardo mi caja y mi bolsa de miedo que no me las limpie. Quintus que llevó muy mal la chanza respondió: Es verdad Señor que he robado y saqueado, pero fue con orden de S.M. y la mejor parte para vos ha sido. Hizo el rey como que no había oído aquella respuesta y mudó de conversación.

## Obras
- Verzeichnis der Gemälde-Sammlung....., Potsdam, 1784.
- Catalogue des Médailles et monnoïes....., Potsdam, 1784.
- Catalogue des antiques et des curiosités..., Potsdam, 1784.
- Mémoires critiques et historiques sur plusieurs points d'antiquités militaires, París, P.E.G. Durand, 1774, 4 vols.
- Principes de l'art militaire, La Haya, 1763 (varios volúmenes).
- Mémoires militaires sur les Grecs et Romans,...., Lyon, J.M. Bruyset, 1760, 2 vols.